# La Esmeralda (opéra)
Pour les articles homonymes, voir Esmeralda.
Ne pas confondre avec La Esmeralda (ballet)
La Esmeralda est un opéra en 4 actes sur une musique de Louise Bertin et des paroles de Victor Hugo, adaptées du roman Notre-Dame de Paris. Il a été créé à l'Académie royale de musique à Paris le 14 novembre 1836.

## Contexte
En 1836, Louise Bertin a déjà composé trois opéras (Guy Mannering, Le Loup-garou et Fausto). C'est pourtant cinq ans avant seulement, en 1831, qu'elle fait la connaissance de Victor Hugo, par l'entre-mise de son père, qui tient salon chez lui. C'est au château des Roches que l'écrivain fait la connaissance de Charles Gosselin, qui publiera Notre-Dame de Paris. C'est le 7 septembre 1831 qu'apparaît la première allusion à La Esmeralda,. Pour Matéo Crémades, il est probable que la collaboration ait commencée en juillet 1831, lors de la venue de Victor Hugo au château des Roches.
L'auteur procède à de nombreux remaniements pour transformer son œuvre en livret d'opéra. Au terme de cinq années de travail, l'œuvre est créée le 14 novembre 1836 à l'Académie Royale de Musique. Il aura fallu pas moins de quatre-vingt-six répétitions, dirigées notamment par Hector Berlioz, pour arriver à ce résultat.
La copie destinée à la censure est enregistrée le 29 janvier 1836 sous le titre Notre-Dame de Paris. La censure exige notamment que le titre soit changé.

## Création

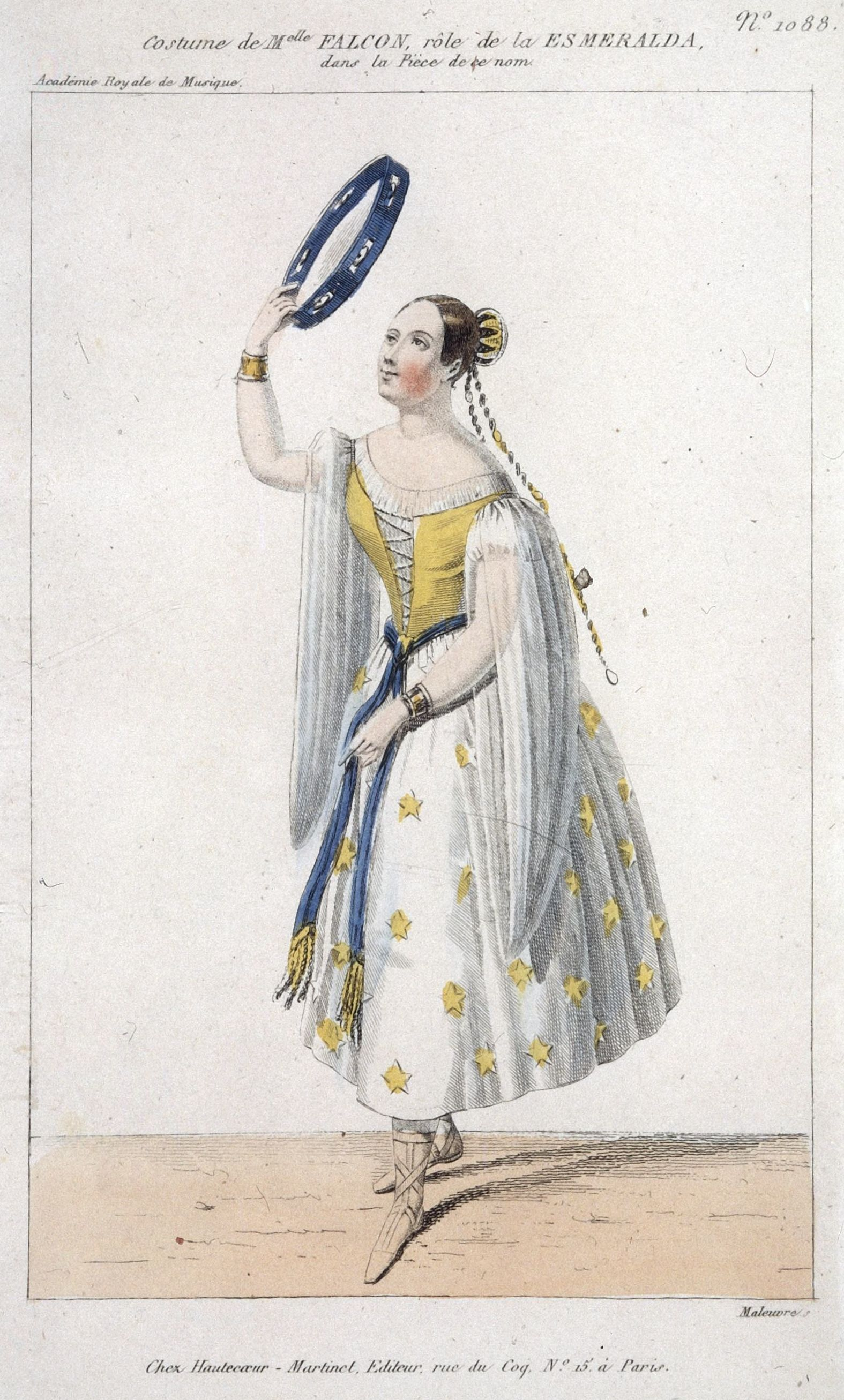
La soprano dramatique Cornélie Falcon en costume de Esméralda (gravé par Louis Maleuvre, 1836).

L'œuvre est créée à l'Académie Royale de Musique le 14 novembre 1836. Les décors sont signés Humanité-René Philastre et Charles-Antoine Cambon.

## Personnages
| Rôle                   | Voix          | Création, 14 novembre 1836 (chef d'orchestre : Hector Berlioz) |
| ---------------------- | ------------- | -------------------------------------------------------------- |
| La Esmeralda           | soprano       | Cornélie Falcon                                                |
| Frollo                 | basse         | Nicolas-Prosper Levasseur                                      |
| Quasimodo              | baryton-ténor | Eugène Massol                                                  |
| Phoebus                | ténor         | Adolphe Nourrit                                                |
| Clopin                 | ténor         |                                                                |
| Fleur-de-Lys           | mezzo-soprano |                                                                |
| Vicomte de Gif         | ténor         |                                                                |
| Monsieur de Morlaix    | baryton       |                                                                |
| Monsieur de Chevreuse  | baryton       |                                                                |
| Madame de Gondelaurier | mezzo-soprano |                                                                |
| Diane                  | mezzo-soprano |                                                                |
| Bérangère              | mezzo-soprano |                                                                |

Les personnages « inférieurs » sont chantés par Alexis Dupont, Ferdinand Prévost, Serda et Wartel.

## Critiques
Dans une article fleuve du 19 septembre 1847 sur les « femmes-compositeurs », Maurice Bourges, critique à la Revue et gazette musicale de Paris, écrit à propos de La Esmeralda que l'opéra « offrit une preuve incontestable de la trempe énergique d’un talent que la pauvreté du livret ne pouvait soutenir ». Onze ans après la création, l'auteur remarque cependant que certains numéros de l'opéra sont restés dans les mémoires, comme l'air de Quasimodo, la romance d'Esmeralda ou la chanson à boire de Phoebus.
Dans ses Mémoires, le compositeur Hector Berlioz explique ainsi l'échec de La Esmeralda : « Néanmoins, cette œuvre d’une femme qui n’a jamais écrit une ligne de critique sur qui que ce soit, qui n’a jamais attaqué ni mal loué personne, et dont le seul tort était d’appartenir à la famille des directeurs d’un journal puissant, dont un certain public détestait alors la tendance politique cette œuvre politique, cette œuvre de beaucoup supérieure à tant de productions que nous voyons journellement réussir ou du moins être acceptées, tomba avec un fracas épouvantable ». Il rapporte aussi que, lors d'une des représentations, les huées furent si importantes que Cornélie Falcon dut fuir la scène,. Louise Bertin dut recouper son opéra en trois actes pour le faire jouer en première partie du ballet La Fille du Danube, mais même cette coupure ne put sauver l'opéra, qui dut être ensuite réduit à un acte avant d'être ôté du répertoire.
L'Indépendant, dans une longue critique parue le 13 novembre 1836, explique que le livret, même si réécrit par Victor Hugo lui-même, n'est pas à la hauteur de l'œuvre d'origine. Pour ce qui est de la musique, le journal la qualifie de « sévère », qui « affecte les formes allemandes ». L'auteur déplore cependant qu'elle ne soit pas toujours inspirée, et qu'elle ne soit pas écrite pour la voix, prenant le cas des deux premiers actes, qui sont « les plus faibles ». Pour contrebalancer cela, l'article mentionne, en numéros de qualité, le chœur des truands et la marche de Quasimodo du premier acte, ainsi que le chœur des fiançailles de Phœbus et Fleur-de-Lys. Si les deux premiers actes n'ont de remarquable qu'« une instrumentation assez soignée », à partir du troisième acte elle « acquiert de la force et traduit parfaitement les situations du drame », soulignant le chœur de buveurs qui est « écrit avec une vigueur peu commune » et le trio qui clôt cet acte. Concernant le quatrième acte, l'auteur ne tarit pas d'éloges, parlant d'un « ouvrage complet » à lui seul et notant comme numéros de qualité la romance d'Esmeralda, le duo entre Esmeralda et Frollo qui lui succède, l'air de Quasimodo dont le seul bémol a été de ne pas être chanté par « une bonne basse » et le chœur qui lui succède. Au niveau de la mise en scène, la critique fait la part belle aux décors de Humanité-René Philastre et Charles-Antoine Cambon, complimentant notamment ceux de la Cour des Miracles et du parvis de Notre-Dame.
On ne pardonna à Louise Bertin ni d'avoir préféré la tradition allemande à l'italienne, alors en vogue, ni son sexe, et c'est ce que Hugo comprit fort bien.

## Postérité
L'œuvre, après avoir été oubliée pendant plus de cent-cinquante ans, est ressortie pour être à nouveau jouée lors d'une recréation le 26 juillet 2008 à Montpellier. Les rôles principaux sont dévolus à Maya Boog (de) (La Esmeralda), Manuel Nunez Camelino (Phœbus), Francesco Ellero d'Artegna (it) (Frollo), Frédéric Antoun (Quasimodo), Yves Saelens (Clopin), Eugénie Danglade (Fleur-de-Lys), Éric Huchet (Vicomte de Gif), Evgueniy Alexiev (Monsieur de Morlaix), Marc Mazuir (Monsieur de Chevreuse), Marie-France Gascard (Madame de Gondelaurier), Sherri Sassoon-Deshler (Diane) et Alexandra Dauphin-Heiser (Bérangère).

## Enregistrement
- La Esmeralda - Maya Boog, soprano (La Esmeralda) ; Manuel Nùñez Camelino, ténor (Phoebus) ; Francesco Ellero d'Artegna, basse (Claude Frollo) ; Frédéric Antoun (Quasimodo) et Yves Saelens (Clopin), ténors ; Eugénie Danglade, mezzo-soprano (Fleur-de-Lys) ; Eric Huchet, ténor (Vicomte de Gif) ; Marie-France Gascard, mezzo-soprano (Madame Aloïse de Gondelaurier) ; Evgueniy Alexiev (Monsieur de Morlaix), Marc Mazuir (Monsieur de Chevreuse), barytons ; Sherri Sassoon-Deshler (Diane), Alexandra Dauphin-Heiser (Bérangère), mezzo-sopranos ; Chœur de la Radio lettone ; (chef de chœur : Sigvards Klava, dir. Muriel Bérard) ; Orchestre national de Montpellier Languedoc-Roussillon, dir. Lawrence Foster (Montpellier 23 juillet 2008, 2CD Accord B002698DCU) (OCLC 758627320).